# 1881

## Esdeveniments
Països Catalans
- 1 de febrer, Barcelona: apareix el primer número del diari La Vanguardia.
- 23 d'abril, Barcelona: S'hi inaugura el Teatre Líric-Sala Beethoven, a l'Eixample barceloní, propietat d'Evarist Arnús.[1]
- 1 de maig, Nova York: darrer número de la revista La Llumanera de Nova York.[2]
- 2 d'agost, Barcelona: s'estrenava a Catalunya i Espanya l'òpera Carmen, de Georges Bizet, al Teatre Líric.[3]
- 31 de desembre, Sabadell: Es funda el banc de Sabadell.
- Es funda l'entitat financera Crédito Gerundense

Resta del món
- 1 de gener: Kansas es converteix en el primer estat dels EUA a prohibir les begudes alcohòliques.[4]
- 12 de gener, Lima (Perú): hi comença la batalla de San Juan, Miraflores i Chorrillos, que va ser decisiva en la Guerra del Pacífic entre Xile i la confederació del Perú i Bolívia.
- 4 de març, Regne Unit: Arthur Conan Doyle hi publica A Study in Scarlet, la primera narració de Sherlock Holmes.
- Setembre - riu Groc (Xina): Al voltant del 28 de setembre es va trencar els dics de contenció del riu Groc que van provocar les inundacions de la Xina de 1887 que van causar més de 900.000 morts i esdevé un dels desastres naturals més letals de la història.
- 25 de desembre és fundada la Congregació religiosa catòlica Mares de desemparats i Sant Josep de la Muntanya per la Beata Petra de Sant Josep

## Naixements
Països Catalans
- 5 de gener, Maella, Matarranya: Pau Gargallo i Catalán, escultor català.
- 13 de febrer, Londres: Eleanor Farjeon, escriptora anglesa (m. 1965).[5]
- 24 de febrer, Barcelona: Adelaida Ferré Gomis, folklorista, puntaire, mestra i historiadora barcelonina (m. 1955).[6]
- 18 d'abril, Agullana, Alt Empordà: Francesca Torrent, escriptora catalana (m. 1958).[7]
- 28 de maig, Tbilisi, Geòrgia, Imperi Rus: Olga Sacharoff, pintora russa avantguardista establerta a Mallorca i a Catalunya (m.1967).[8]
- 31 de maig, el Port de la Selva, Alt Empordà: Anna Rubiés i Monjonell, mestra, pedagoga i escriptora (m. 1963).[9]
- 14 de juny, Barcelona: Carlota Matienzo Román, mestra i feminista que desenvolupà la trajectòria professional a Puerto Rico (m. 1926).[10]
- 28 de juny, Cadaqués: Carles Rahola i Llorens, periodista, escriptor, historiador i polític gironí (m. 1939).[11]
- 29 de juny, Sabadell: Pau Vila i Dinarès, pedagog i geògraf català (m. 1980).[12]
- 11 d'agost, Manlleu, Osona: Anna Senyé d'Aymà, poetessa, periodista i activista social catalana (m. 1956).[13]
- 27 d'agost, Vic, Osona: Josep Maria Pericas i Morros, arquitecte català entre el modernisme i el noucentisme (m. 1966).[14]
- 1 de setembre: Tarragona: Matilde Ras, pionera de la grafologia científica, traductora, articulista, assagista i escriptora (m.1969).[15]
- 28 de setembre, Barcelona: Eugeni d'Ors i Rovira, escriptor i filòsof català.
- 5 de novembre, Lobos, Argentina: Sara Llorens, mestra i escriptora, considerada la primera folklorista catalana (m. 1954).[16]

Resta del món
- 1 de gener, Smilde, Països Baixos: Carry van Bruggen, escriptora.[17]
- 29 de gener, Neath, Pennsilvàniaː Alice Evans, microbiòloga, impulsora de la pasteurització de la llet.[18]
- 1 de febrer, Russe, Bulgària: Dimitrana Ivanova, reformista educativa, sufragista i activista dels drets de les dones (m. 1960).[19]
- 12 de febrer, Sant Petersburg: Anna Pàvlova, ballarina russa (m. 1931).[20]
- 6 de febrer, Santander: María Blanchard, pintora cubista espanyola que desenvolupà la seva activitat artística a Paris (m. 1932).[21]
- 16 de març, 
  - Nova Zelanda: Rosina Buckman, soprano
  - Denver (Colorado): Fannie Charles Dillon, pianista, compositora estatunidenca (m. 1947).[22]
- 17 de març, Frauenfeld, Suïssa: Walter Rudolf Hess, oftalmòleg i professor universitari suís guardonat amb el Premi Nobel de Medicina o Fisiologia de l'any 1949.
- 23 de març, Neuilly-sur-Seine, França: Roger Martin du Gard, novel·lista francès, Premi Nobel de Literatura de 1937 (m. 1958)
- 25 de març, Nagyszentmiklós, Hongria (actualment Romania): Béla Bartók, compositor hongarès.(m. 1945)[23]
- 3 d'abril,- Pieve Tesino (I. austrohongarès) - Alcide De Gasperi, polític italià que fou President (1946) i primer ministre d'Itàlia (1945-1953) (m. 1954)[24]
- 4 d'abril - Torí (Itàlia): Amalia Guglielminetti, escriptora italiana (m. 1941).[25]
- 20 d'abril - Fortalesa de Modlin (Polònia):  Nikolai Miaskovski, compositor rus (m. 1950).[26]
- 20 de maig, Kanbo: Joseph Apeztegi, jugador de pilota basca.
- 24 de maig, Michigan: Elizabeth Colwell, impressora, tipògrafa i escriptora nord-americana, creadora de la tipografia Colwell (m. 1954).[27]
- 1 de juny, Temesvár, Hongria: Margarete Matzenauer, soprano-contralt hongaresa (m. 1963).[28]
- 4 de juny - Nagàievo, Rússia: Natàlia Gontxarova, russa del cubisme i del futurisme (m. 1962).[29]
- 9 de juny, Cincinnati, Ohioː Marion Leonard, actriu de cinema mut nord-americana (m. 1956).[30]
- 6 de juliol, Drøsselbjerg, illa de Selàndia, Dinamarca: Nancy Dalberg, compositora danesa (m. 1949).[31]
- 22 de juliol, Hampstead, Londres: Mabel Parton, tennista britànica, medallista olímpica als Jocs Olímpics d'Estocolm 1912 (m. 1962).[32]
- 27 de juliol, Frankfurt del Main, Imperi Alemany: Hans Fischer, químic, metge, Premi Nobel de Química l'any 1930 (m. 1945).[33]
- 6 d'agost, Lochfield, Escòcia: Alexander Fleming, biòleg, bacteriòleg i professor universitari escocès guardonat amb el Premi Nobel de Medicina o Fisiologia el 1945, famós per ser el descobridor de la penicil·lina (m. 1955).[34]
- 26 d'agost, Cobourg, Ontario (Canadà)ː Alice Wilson, primera geòloga canadenca i paleontòloga (m. 1964).[35]
- 29 d'agost, Filipstad, Suècia: Edvin Kallstenius, compositor suec distingit en música de cambra i simfònica.
- 31 d'agost, Ixelles: Max Deauville, metge i escriptor.
- 11 de setembre, Copenhaguen, Dinamarca: Asta Nielsen, actriu de cinema danesa i la primera gran estrella del cinema mut (m. 1972).[36]
- Octubre (Equador): Dolores Cacuango, dirent indígena
- 4 d'octubre, Berlín (Alemanya): Walther von Brauchitsch, mariscal alemany (m. 1948).[37]
- 5 d'octubre, Ringwood (Hampshire): Maxwell Armfield, il·lustrador i escriptor
- 22 d'octubre, Bloomington (Illinois), EUA: Clinton Joseph Davisson, físic estatunidenc guardonat l'any 1937 amb el Premi Nobel de Física.
- 25 d'octubre, Màlaga, Espanya: Pablo Ruiz Picasso, pintor espanyol representant del cubisme.[38]
- 26 d'octubre, Londres, Anglaterra: Margaret Wycherly, actriu anglesa (m. 1956).[39]
- 29 d'octubre, Columbus, USA: Julia Swayne Gordon, actriu de cinema mut nord-americana molt popular en la dècada de 1910 (m.1933).[40]
- 16 de novembre, Montegiorgio, regió de les Marques (Itàlia): Domenico Alaleona, historiador i compositor italià (m. 1928).[41]
- 28 de novembre, Viena, Imperi Austríac: Stefan Zweig, escriptor i pacifista austríac
- 18 de desembre, Madrid: Emilio Carrere Moreno, escriptor en espanyol
- 23 de desembre, Moguer, Província de Huelva, Espanya: Juan Ramón Jiménez, escriptor en castellà (segons algunes fonts el dia abans; m. 1958).
- 31 de desembre, 
  - Smilde, Països Baixos: Jacob Israël de Haan, escriptor, poeta, jurista i publicista gai.
  - Zwickau, Alemanya: Max Pechstein, pintor expressionista i grafista alemany (m. 1955).[42]
- Palerm: Antonio Aliotta, filòsof italià, professor a les universitats de Pàdua i Nàpols.

- Kaunas, Lituània: Deborin, filòsof soviètic

## Necrològiques
Països catalans
- 25 de maig - Barcelona: Gertrudis Castanyer i Seda, fundadora de la congregació de les Filipenses Missioneres de l'Ensenyament (n. 1824).[43]

Resta del món
- 31 de gener - Torí (Itàlia): Joan Bosco fundador de l'orde dels salesians (n. 1815).
- 5 de febrer - Chelsea (Anglaterra): Thomas Carlyle, assagista, historiador, professor i escriptor satíric escocès (n. 1795).
- 9 de febrer - Sant Petersburg (Rússia): Fiódor Dostoievski escriptor rus (n. 1821).
- 13 de març- Sant Petersburg (Rússia): Alexandre II, tsar de Rússia (1855-1881) (n. 1818).[44]
- 16 de març --Sant Petersburg (Rússia): Modest Mússorgski, compositor rus (n. 1839).[23]
- 4 d'abril - Saint-Germain-en-Laye (França)ː Napoléon Peyrat, pastor protestant, poeta i historiador del catarisme i de la Reforma.[45]
- 15 d'abril -Sant Petersburg- (Rússia): Sófia Peróvskaia, revolucionària russa, membre de l'organització terrorista revolucionària "Naródnaia Vólia".(n. 1853)[46]
- 19 d'abril - Londres, Anglaterra: Benjamin Disraeli, escriptor i polític anglès. Va ser Primer Ministre (n. 1804).[44]
- 19 de setembre - Nova Jersey (EUA): James Abram Garfield, 20è president dels EUA (n. 1831).[47]
- 21 d'octubre - Halle an der Saale: Eduard Heine, matemàtic (n. 1821).